# حديبة جيبية

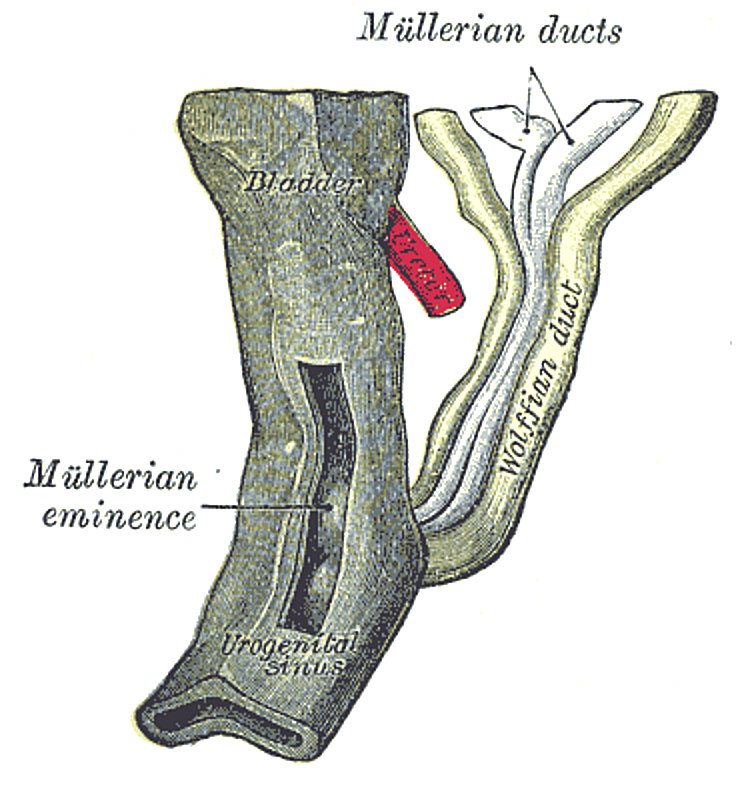

الحديبة الجيبية هي تكاثر الأديم الباطن الناتج عن تحفيز قنوات الكلوة الجنينية الموسطة الإضافية. إن المنشم الرحمي المهبلي، الذي هو ناتج اندماج النهايات الذنبية في قنوات الكلوة الجنينية الموسطة الإضافية، يلامس الجدار الظهري في الجيب البولي التناسلي ويحفز تكوين الحديبة الجيبية. ويحدث هذا في كل من الذكر والأنثى:
- في الأنثى تفقد قناة الكلوة الجنينية الموسطة كل روابطها مع الغدة التناسلية وتختفي. وهذا يؤدي إلى تكون بصلة جيب المهبل وعندما تتصلب تلك البصلة لاحقًا يشار إليها باسم صفحة المهبل (vaginal plate). وتؤدي تلك بالمثل إلى تكون غشاء البكارة الذي يتم فضه في النهاية.
- في الذكور، تؤدي الحديبة الجيبية إلى تكون الأكيمة المنوية.